# Agwa de Bolivia
Agwa de Bolivia (zkráceně AGWA) je bylinný likér vyrobený z bolivijských listů koky a 37 dalších bylin (např. zelený čaj, ženšen, levandule, máta, guarany). Vyrábí ho nizozemská společností BABCO Europe Limited sídlící v Amsterdamu. Účinky koky v nápoji, stejně jako v případě Coca-Coly, se během výrobního procesu zničí. První likér byl vyroben rodinou De Medici v Bologni v roce 1820. Listy použité k výrobě AGWA jsou sbírány v nadmořské výšce 2000 metrů v Andách. Listy jsou následně odeslány s ozbrojeným strážcem do Amsterdamu, kde jsou následně destilovány na sílu 78–88 %.